# 末田秀行
末田 秀行（すえだ ひでゆき、1979年3月24日 - ）は、地方競馬の金沢競馬場吉井敏雄厩舎所属の元騎手である。勝負服の柄は青、胴白星散らし、袖白縦縞。山口県豊浦郡豊北町出身。血液型B型。

## 来歴
1999年9月30日付で地方競馬騎手免許を取得し、益田競馬場藤原孝幸厩舎から騎手デビュー。10月2日、第9回益田競馬1日目第2競走アラ系3歳一般戦にシャインイットで初騎乗（6頭立て5番人気6着）。翌10月3日、第9回益田競馬2日目第2競走アラ系3歳一般戦をセキトスペシャルで優勝（6頭立て1番人気）し、初勝利。
2000年、地方競馬通算100勝達成。
2002年、地方競馬通算200勝達成。8月15日の第7回益田競馬5日目第9競走第22回益田大賞典をサイバーイットで優勝（8頭立て3番人気）し、重賞初制覇。翌8月16日、第7回益田競馬6日目の開催を最後に益田競馬場が廃止され、金沢競馬場の吉井敏雄厩舎に移籍。移籍後8戦目で金沢での初勝利を挙げた。
2003年10月19日、第15回金沢競馬1日目第10競走第28回アラブ大賞典をアクティブダンサーで優勝（12頭立て2番人気）し、金沢競馬移籍後重賞初制覇。
2007年4月23日、第2回金沢競馬4日目の騎乗を最後に騎手免許を返上し廃業した。
地方通算成績は、3068戦288勝・2着295回・3着345回・勝率9.4%・連対率19.0%
引退後は、浦和競馬場の藤原智行厩舎で厩務員を務めている。